# 1980년 동계 올림픽 이탈리아 선수단
1980년 동계 올림픽 이탈리아 선수단은 미국 레이크플래시드에서 개최된 1980년 동계 올림픽에 참가한 올림픽 이탈리아 선수단이다.